# Amo Milano
Amo Milano è un singolo del rapper e cantautore italiano Dargen D'Amico, pubblicato il 12 dicembre 2014 come primo estratto dal quinto album in studio D'io su etichetta discografica Universal Music Italia.

## Video musicale
Il video è stato pubblicato il 18 dicembre 2014 sul canale YouTube dell'artista.

## Tracce
Testi di Jacopo Matteo Luca D'Amico, Marco Zangirolami, Obie Ebele, Uche Ebele, musiche di Dargen D'Amico, Marco Zangirolami.
1. Amo Milano – 3:39